# Antoine de Léris
Pour les articles homonymes, voir Léris.
Antoine de Léris, né à Mont-Louis (Pyrénées-Orientales) le 8 février 1723 et mort à Dannemois le 3 octobre 1795, est un historien du théâtre et polygraphe français, auteur du Dictionnaire portatif, historique & littéraire des théâtres, outil de référence indispensable aux historiens du théâtre et de la littérature en France du XVe au XVIIIe siècle.
Venu faire ses études à Paris, Antoine de Léris s'y fixa et acheta la charge de premier huissier de la Chambre des comptes. La première édition de son Dictionnaire en 560 pages parut en 1754, suivie d'une deuxième, « revue, corrigée et considérablement augmentée », de 730 pages, en 1763, dont le titre complet est Dictionnaire portatif des théâtres, contenant l'origine des différents théâtres de Paris ; le nom de toutes les pièces qui y ont été représentées depuis leur établissement & celui des Pièces jouées en Province ou qui ont simplement paru par la voie de l'impression depuis plus de trois siècles ; avec des Anecdotes et des Remarques sur la plupart : le nom, & les particularités intéressantes de la Vie des Auteurs, Musiciens & Acteurs; avec le Catalogue de leurs Ouvrages, & l'exposé de leurs talents : Une Chronologie des Auteurs, & des Musiciens ; Avec une Chronologie de tous les Opéras, & des Pièces qui ont paru depuis trente-trois ans. Cette dernière édition a été reproduite en fac-similé à Genève par Slatkine en 1970. Comme l'écrit Antoine de Léris dans son Avertissement, il s'agit d'un ouvrage qui se veut à la fois concis et précis. Il ajoute : 

« Les personnes au fait de ce travail peuvent seules bien connaître combien il faut d'attention, de constance, & de recherches pour composer un pareil Dictionnaire, le simplifier, & le rendre complet & exact. La matière est sèche & difficile, & les Auteurs, qui en ont traité, ne sont pas toujours d'accord sur le même sujet. D'après cela, un mot, un nom, une date, occasionnent des lectures de plusieurs jours, & dans différents genres, souvent fort éloignés de celui qui semble faire l'objet du Théâtre ; des vérifications, des recherches de plusieurs années ; & demandent enfin un esprit patient, & toujours plein de son sujet, pour ne jamais rien négliger de ce qui peut y servir tôt ou tard. »

Antoine de Léris est également l'auteur d'une Géographie rendue aisée, parue en 1753, et de deux autres ouvrages écrits en collaboration, le premier avec un abbé, le deuxième avec trois libraires-imprimeurs : le Sentiment d'un harmoniphile sur différents ouvrages de musique, paru en 1756, et Les Après-soupées de la campagne, ou Recueil d'histoires courtes, amusantes et intéressantes, paru en 1759.